# Зайцев, Михаил Тимофеевич
Михаил Тимофеевич Зайцев (15 ноября 1924, Горки, Московская область — 2 марта 2011) — советский военнослужащий, участник Великой Отечественной войны, полный кавалер ордена Славы, командир расчета 76-мм пушки 175-го гвардейского стрелкового полка, гвардии старший сержант — на момент последнего представления к награждению ордену Славы.

## Биография
Родился 15 ноября 1924 года в деревне Горки, Каширского района Московской области,. Окончил 7 классов и школу фабрично-заводского ученичества в городе Ступино Московской области. Трудовую деятельность начал в 1940 году слесарем цеха № 11 на авиационном комбинате № 150 в городе Ступино.
В июле 1942 года был призван в Красную Армию Каширским райвоенкоматом. В боях Великой Отечественной войны с августа 1942 года. Воевал на Донском, Юго-Западном, Степном, 2-м и 1-м Украинских фронтах. Был наводчиком, затем командиром орудия артиллерийской батареи гвардейского стрелкового полка.
Боевое крещение получил в боях под Сталинградом. В марте 1943 года получил тяжелое ранение. После госпиталя в свою часть не вернулся, а был зачислен в 58-ю гвардейскую стрелковую дивизию. Был определен в полковую батарею. В ней он сражался летом 1943 года под Белгородом и Харьковом, участвовал в Прохоровском сражении. Отличился при форсировании реки Днепр.
26 сентября 1943 года в составе взвода гвардии лейтенанта Стерина одним из первых переправился через реку на остров Пушкарёвский. Как связист обеспечивал бесперебойной связью наблюдательный пункт и штаб полка с батарей. При отражении контратаки высадившихся на остров противников лично уничтожил трех вражеских солдат. За эти бои получил первую боевую награду — медаль «За отвагу».
В 1944 году, весенних и летних наступательных боях, гвардии сержант Зайцев командовал расчетом 76-мм орудия.
8-13 марта 1944 года в боях у сел Новошевченково и Пятихатки Долинского района Кировоградской области расчет гвардии сержанта Зайцева прямой наводкой уничтожил 2 пулеметные точки с расчетами, около 10 солдат, чем способствовал успеху боя и занятию населенных пунктов.
Приказом по частям 58-й гвардейской дивизии от 25 марта 1944 года гвардии сержант Зайцев Михаил Тимофеевич награждён орденом Славы 3-й степени.
9-13 августа 1944 года во время боев близ населенного пункта Ратае гвардии сержант Зайцев проявил инициативу и находчивость. 9 августа, поддерживая атаку стрелкового батальона, подавил 3 пулемета, минометную батарею. 13 августа, обнаружив группу из 50 противников, скрытно продвигающихся к нашим позициям, выкатил орудие на прямую наводку и уничтожил более 15 вражеских солдат. При отражении контратак противника, постоянно маневрируя и меняя позиции, находился на самых ответственных участках обороны. Был представлен в к награждению орденом Красной Звезды, но несмотря на то, что в наградном листе уже был указан орден Славы 3-й степени, командиром корпуса статус награды был изменен.
Приказом по частям 34-го гвардейского стрелкового корпуса от 9 сентября 1944 года гвардии старший сержант Зайцев Михаил Тимофеевич награждён орденом Славы 3-й степени повторно.
14 января 1945 года при форсировании реки Нида юго-западнее населенного пункта Буско-Здруй гвардии старший сержант Зайцев в бою заменил раненого наводчика, метким огнём подавил орудие, пулемет, поразил 4 солдат. Этим дал возможность нашей пехоте обойти врага и захватить орудие, пулемет, много боеприпасов, пленить 6 солдат.
Приказом по войскам 5-й гвардейской армии от 14 сентября 1945 года гвардии старший сержант Зайцев Михаил Тимофеевич награждён орденом Славы 2-й степени.
День победы встретил в столице Чехословакии городе Прага. В 1946 году старшина Зайцев был демобилизован.
Вернулся на родину. С февраля 1948 года работал на Каширском заводе металлоконструкций в должности слесаря, а затем бригадира слесарей механосборочного и инструментального цехов. Возглавляемая им бригада оказывала большую помощь в механизации и автоматизации сельскохозяйственной техники, в строительстве укрытий для сушки зерна
Указом Президиума Верховного Совета СССР от 20 декабря 1951 года в порядке перенаграждения Зайцев Михаил Тимофеевич награждён орденом Славы 1-1 степени. Стал полным кавалером ордена Славы.
В 1994 году ушел на заслуженный отдых. Вел активную общественную работу, постоянно выступал перед молодежью и населением в школах, музеях, в воинской части. Занимался патриотическим воспитанием молодежи.
Жил в городе Кашира Московской области. Скончался 2 марта 2011 года.
Награждён орденами Отечественной войны 1-й степени, «Знак Почета», Славы 3-х степеней, медалями, в том числе медалью «За отвагу». Почетный гражданин города Кашира.